# Junioren-Fußball-Südamerikameisterschaft 1971
Die V. Junioren-Fußball-Südamerikameisterschaft 1971 fand vom 1. März 1971 bis zum 25. März 1971 in Paraguay statt.
Paraguay richtete damit nach 1967 zum zweiten Mal hintereinander dieses Turnier aus, da sich kein anderer nationaler Fußballverband dazu bereit erklärte. Dem Organisationskomitee stand General Marcial Alborno vor. Es bestand aus Ernesto Barchello (Guaraní), Cnel. Blas Servín Ramírez (Club Cerro Porteño), Adolfo Buzó (Nacional) und Antonio Achón Bau (Libertad).
Ausgetragen wurden die Begegnungen zur Ermittlung des Turniersiegers der auch als Juventud de América bezeichneten Veranstaltung in Asunción. Es nahmen am Turnier die Nationalmannschaften Argentiniens, Boliviens, Brasiliens, Chiles, Kolumbiens, Paraguays, Perus, Uruguays und Venezuelas teil.
Gespielt wurde in zwei Gruppen à fünf (Gruppe A) bzw. vier (Gruppe B) Mannschaften und einer anschließenden, im K.O.-Verfahren ausgetragenen Finalphase mit zwei Halbfinals und einem Finale.
In den beiden Halbfinals standen sich Argentinien gegen Uruguay (1:2) und Paraguay gegen Peru (3:1) gegenüber.
Wegen eines 1:1-Remis im Finalspiel zwischen Paraguay und Uruguay wurde zur Entscheidung auf die Tordifferenz aus dem Halbfinale zurückgegriffen. Daher ging aus der Veranstaltung die Mannschaft Paraguays als Sieger hervor. Trainiert wurde diese von Benjamín Laterza, der erst drei Wochen vor Turnierbeginn seinem Vorgänger Sinforiano García in dieser Position nachfolgte.
Torschützenkönige des Turniers waren der Uruguayer Ricardo Islas und der Paraguayer Cristóbal Maldonado mit jeweils vier erzielten Treffern.
Der Kader der Siegermannschaft bestand aus folgenden Spielern:
Tor: Sixto Lionel Bareiro (Sportivo Luqueño), Juan de la Cruz „Chiquito“ Benítez (Olimpia), Angel Cibils (Libertad)
Abwehr: Alicio Solalinde (Ríver Plate), Peíto Rodríguez (Cerro Porteño), Eleno Eudoro Ríos (Sp. Luqueño), Pedro Medina (Libertad), Sergio González (Nacional), Secundino Aiffuch (12 de Octubre de Villa Elisa), Pablo González (Guaraní)
Mittelfeld: Juvencio Osorio (Cerro Porteño), Félix Fermín Marín (Cerro Porteño), Tito Ramón Correa (Olimpia), Héctor de los Santos Ricardo (Libertad), Arecio Colmán (Libertad), Luis Ernesto Torres (Nacional)
Sturm: Celso González (Nacional), Roberto Cino (Sol de América), Carlos Diarte (Olimpia), Cristóbal Maldonado (Libertad), Carlos Báez (Nacional), Osvaldo Aquino (San Lorenzo)